# St. Sebastian (Dietesheim)

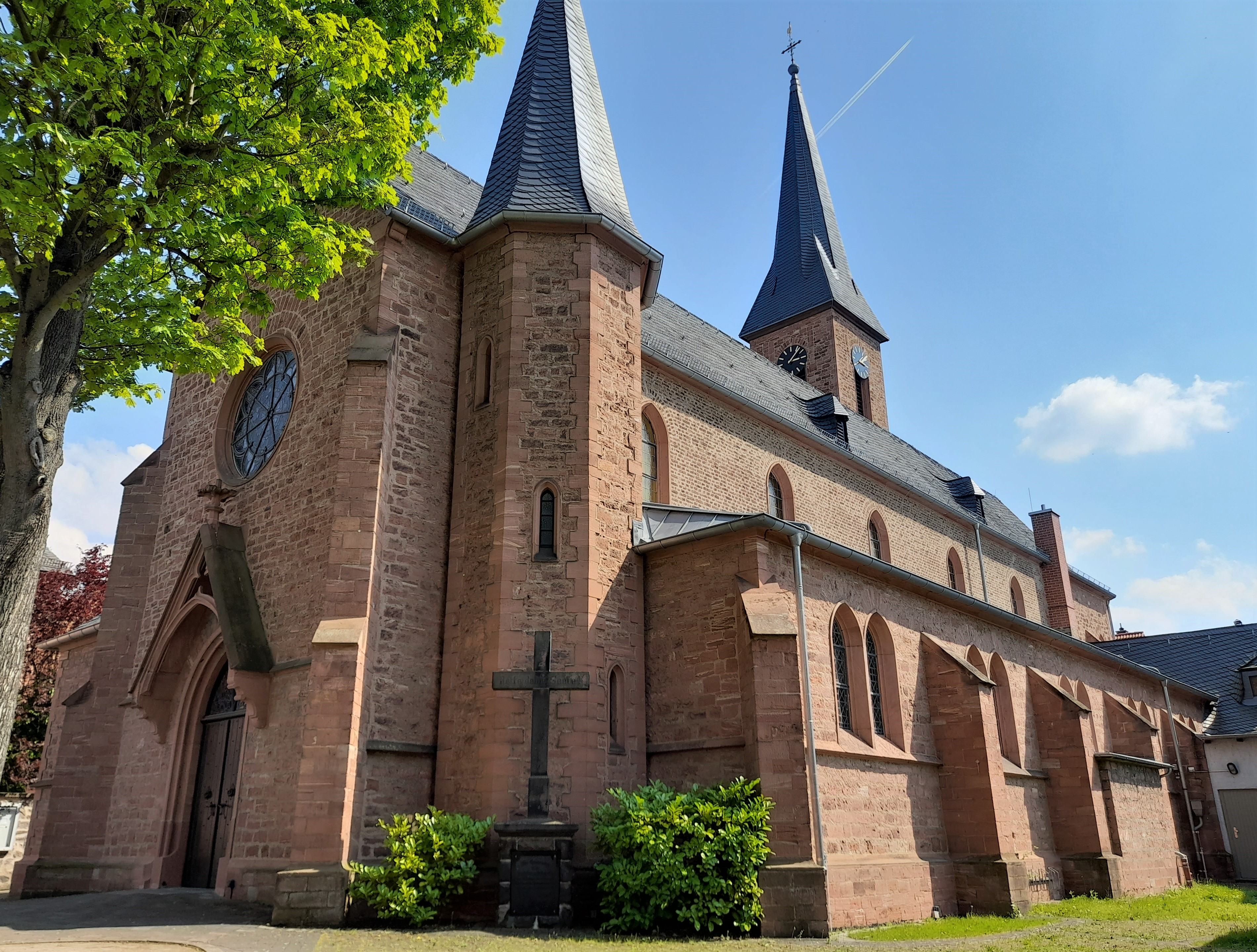
Die katholische Pfarrkirche St. Sebastian

Die römisch-katholische Pfarrkirche St. Sebastian ist ein unter Denkmalschutz stehendes Kirchengebäude im Mühlheimer Stadtteil Dietesheim in Südhessen. Die Pfarrgemeinde gehört zum Pastoralraum Mühlheim-Obertshausen der Region Mainlinie im Bistum Mainz. Die neugotische Kirche steht unter dem Patrozinium des Heiligen Sebastian und gilt als ein Wahrzeichen Dietesheims.

## Geschichte

### Barocker Saalbau von 1751 (heutige Gustav-Adolf-Kirche)
Im 15. Jahrhundert wurde das erste Kirchengebäude in Dietesheim errichtet. Es trug das Doppelpatrozinium Jungfrau Maria und Heiliger Sebastian. 1751 wurde die alte Kirche abgerissen und an gleicher Stelle die heute von der evangelischen Gemeinde in Dietesheim genutzte Gustav-Adolf-Kirche errichtet. Der Neubau wurde bei seiner Weihe am 22. August 1752 dem Patrozinium Heiliger Wendelin und Heiliger Sebastian unterstellt und befand sich bis etwa 1852 in Nutzung durch die römisch-katholische Gemeinde in Dietesheim. Die Kirche war Filialkirche der Pfarrei in Mühlheim.

### Neugotische Basilika von 1891
Die heutige Pfarrkirche St. Sebastian wurde von 1891 bis 1893 erbaut. Die Grundsteinlegung für die neugotische Basilika erfolgte am 10. März 1891.
Obwohl der Kirchenbau planmäßig nach etwa zwei Jahren Bauzeit vollendet wurde, konnte er erst 33 Jahre nach seiner Fertigstellung benediziert werden. Die ursprünglich für den 11. Juni 1893 geplante Weihe der neuen Kirche fiel aus, da es dem Mainzer Bischof Paul Leopold Haffner, der das Gebäude weihen sollte, gesundheitlich schlecht erging. Erst am 12. September 1926, kurz nach Abschluss der ersten Renovierung, wurde die Weihe durch Bischof Ludwig Maria Hugo nachgeholt.
1977 wurde das Gebäude einer Innenrenovierung unterzogen, die mit der Umgestaltung des Chorraumes nach den Beschlüssen des Zweiten Vatikanischen Konzils verbunden war.
Von 2014 bis 2016 folgte eine weitere umfangreiche Renovierung der Kirche. Im Zuge der Arbeiten wurde der alte, aus Sandstein gefertigte Altar aus dem Jahr 1893 an die Wand des Chorraumes gerückt und durch einen neuen, ebenfalls aus Sandstein gefertigten Volksaltar ersetzt. Entlang der Wände des Chorraumes wurden schlichte Holzbänke aufgestellt, um Gottesdienste auch im kleinen Kreis feiern zu können. Die Kirchenfenster wurden gereinigt, neu eingefasst und winddicht ummantelt, das Kirchdach neu eingedeckt sowie die komplette Technik des Gebäudes erneuert. Zudem wurde der Eingangsbereich barrierefrei umgestaltet, das Taufbecken unter die Empore verschoben und ein gläserner Windfang installiert, der einen Blick in die Kirche ermöglicht.

## Baubeschreibung
Die Kirche wurde im Stil der Neugotik als dreischiffige Basilika errichtet. Der seitlich angebaute Kirchturm trägt einen hohen Spitzhelm. Das Langhaus der Kirche kennzeichnet sich durch schmale Bogenfenster, die Wände des Gebäudes bestehen aus Sandsteinmauerwerk.

## Dietesheimer Annenaltar
Der ursprünglich aus der Wendelinuskapelle stammende, spätgotische Schnitzaltar wurde um 1500 gefertigt und lässt sich stilistisch-geografisch der mainfränkischen Region zuordnen. Das Flügelretabel mit geschnitztem Schrein und gemalten Flügeln weist im Mittelteil eine Tafelmalerei von Anna selbdritt auf, die Flügel zeigen Darstellungen der Apostel Petrus und Paulus.

## Glocken
Das Geläut von St. Sebastian setzt sich aus den folgenden vier Glocken zusammen:
| Nr. | Gewicht | Schlagton | Gussjahr | Glockengießerei   |
| --- | ------- | --------- | -------- | ----------------- |
| 1   | 705 kg  | fis′      | 1924     | Ulrich, Apolda    |
| 2   | 517 kg  | a′        | 1924     | Ulrich, Apolda    |
| 3   | 390 kg  | h′        | 1891     | Hamm, Frankenthal |
| 4   | 198 kg  | cis′′     | 1924     | Ulrich, Apolda    |